# Amhrán na bhFiann
Amhrán na bhFiann este imnul național a Republicii Irlanda.

## Versiune irlandeză
Sinne Fianna Fáil
Atá faoi gheall ag Éirinn,
Buíon dár slua
Thar toinn do ráinig chughainn,
Faoi mhóid bheith saor.
Sean-tír ár sinsear feasta
Ní fhágfar faoin tiorán ná faoin tráill
Anocht a théam sa bhearna baoil,
Le gean ar Ghaeil chun báis nó saoil
Le gunna scréach faoi lámhach na bpiléar
Seo libh canaig Amhrán na bhFiann.

## Versiune engleză
Soldiers are we
whose lives are pledged to Ireland;
Some have come
from a land beyond the wave.
Sworn to be free,
No more our ancient sireland
Shall shelter the despot or the slave.
Tonight we man the bearna baoil [2]
In Erin's cause, come woe or weal;
'Mid cannon's roar and rifles' peal,
We'll chant a soldier's song.

## Versiune în limba română
Suntem acei ostași
ale căror vieți le-am dedicat Irlandei;
Unii am venit
dintr-o țară de dincolo de valuri.
Am jurat să fim liberi,
Pentru ca strămoșeasca noastră patrie-mumă
Să nu mai adăpostească nici despot, nici sclav.
Diseară vom străjui fruntariile
și cauza Irlandei, la bine și la rău.
În mijlocul vuietului tunurilor și pocnetului puștilor
Vom cânta cântecul ostașului.